# Russell megye (Virginia)
Russell megye az Amerikai Egyesült Államokban, azon belül Virginia államban található. Megyeszékhelye Lebanon, legnagyobb városa Lebanon. Lakosainak száma 25 781 fő (2020. április 1.). Russell megye Wise, Buchanan, Tazewell, Smyth, Washington, Dickenson és Scott megyékkel határos.

## Népesség
A megye népességének változása:
| Lakosok száma | 28 842 | 28 674 | 28 440 | 28 264 | 27 891 | 25 781 |
|               | 2010   | 2011   | 2012   | 2013   | 2015   | 2020   |